# Psautier de Saint-Alban
Le psautier de Saint-Alban est un psautier enluminé réalisé vers 1125-1130 à l'abbaye Saint-Alban (Hertfordshire), en Angleterre. Il a été commandé ou simplement appartenu à Christina de Markyate, future prieure de Markyate (en). Propriété de l'église paroissiale Saint-Gothard de Hildesheim en Basse-Saxe, le manuscrit est désormais conservé à la bibliothèque de la cathédrale Sainte-Marie de Hildesheim.

## Historique
Plusieurs indices dans le manuscrit indiquent qu'il a été réalisé au sein du scriptorium de l'abbaye Saint-Alban en Angleterre. Les litanies mentionnent saint Alban et un des scribes a contribué à la rédaction d'un autre livre provenant de cette abbaye du Hertfordshire. D'autres indices dans le manuscrit indiquent qu'il a éventuellement appartenu à Christina de Markyate, femme ermite et religieuse bénédictine, proche de l'abbé Geoffroy de Gorron. L'ouvrage est sans doute resté au sein du prieuré de Markyate (en) fondé par Christine en 1145, jusqu'à sa dissolution en 1535. Le manuscrit est sans doute resté en Angleterre pendant la Réforme anglaise, les mentions du papes étant systématiquement rayées dans le calendrier.
Le manuscrit pourrait avoir trouvé refuge, avec un bénédictin en Allemagne et plus précisément à l'abbaye de Lamspringe (de), un monastère bénédictin dans l'actuelle Basse-Saxe qui a été refondé par des religieux bénédictins venant d'Angleterre vers 1640. Une annotation dans le livre indique qu'il se trouve dans ce monastère en 1657 et qu'il appartient au frère Benoit, qui pourrait être Robert Meering, moine venu d'Angleterre. Après la sécularisation des monastères en 1803, le manuscrit se retrouve à l'église paroissiale Saint-Gothard de Hildesheim à 20 km de là. Il est actuellement conservé par la bibliothèque de la cathédrale de cette même ville.

## Description
Le manuscrit contient cinq parties :
- un calendrier (f.3-16), comportant une page par mois avec une représentation des travaux du mois et le signe du zodiaque, avec une table du comput.
- 40 miniatures en pleine page représentant des scènes de la vie du Christ (f.17-56)
- une Vie de saint Alexis, écrite en ancien français (f.57-68) suivie d'une lettre de Grégoire le Grand et de trois miniatures en pleine page représentant le Christ ressuscité.
- Le psautier à proprement parler (f.73-372), puis les cantiques, des prières et des litanies (f.372-414)
- Deux miniatures en pleines pages achèvent le manuscrit, représentant saint Alban et David musicien[2].

Les spécialistes ont distingué la main de 6 scribes différents. Un seul peintre, appelé Maître d'Alexis, est l'auteur des 40 miniatures et des illustrations de la Vie d'Alexis comme son nom l'indique. Trois autres artistes secondaires sont les auteurs des illustrations du calendrier, les lettrines du manuscrits et les deux miniatures finales.

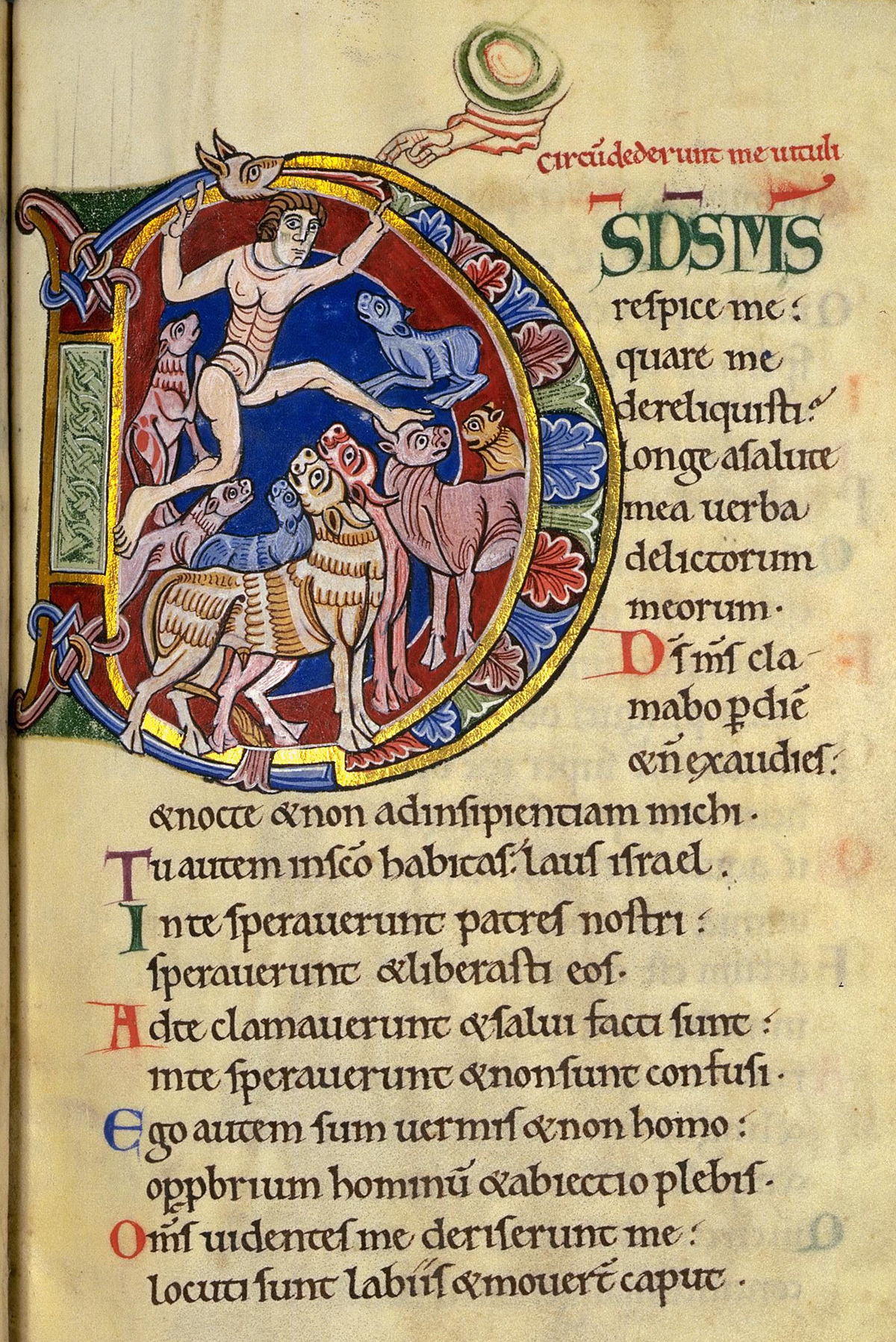
Lettrine D du psaume 21, artiste 2
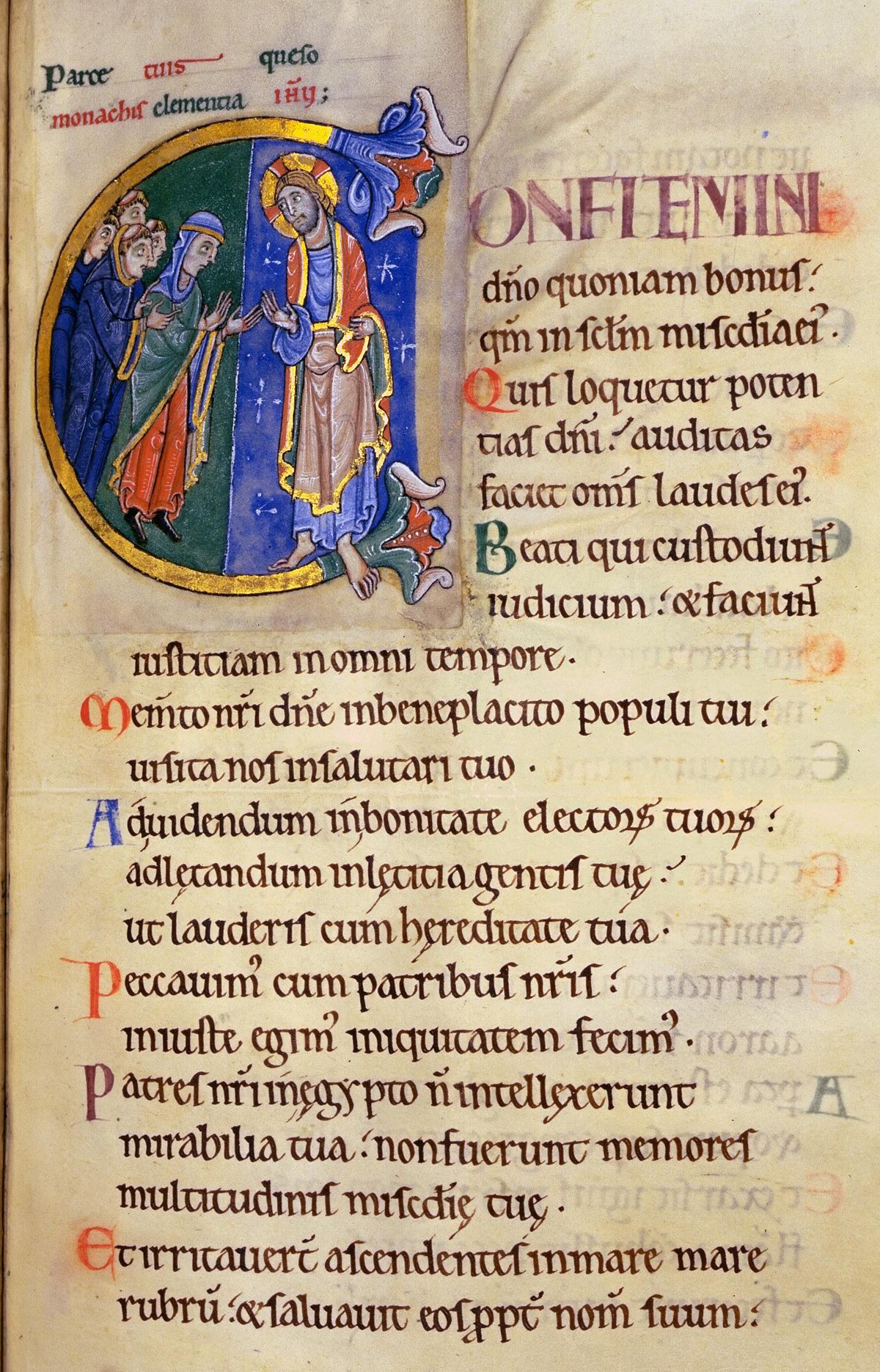
Lettrines C du psaume 105, artiste 3
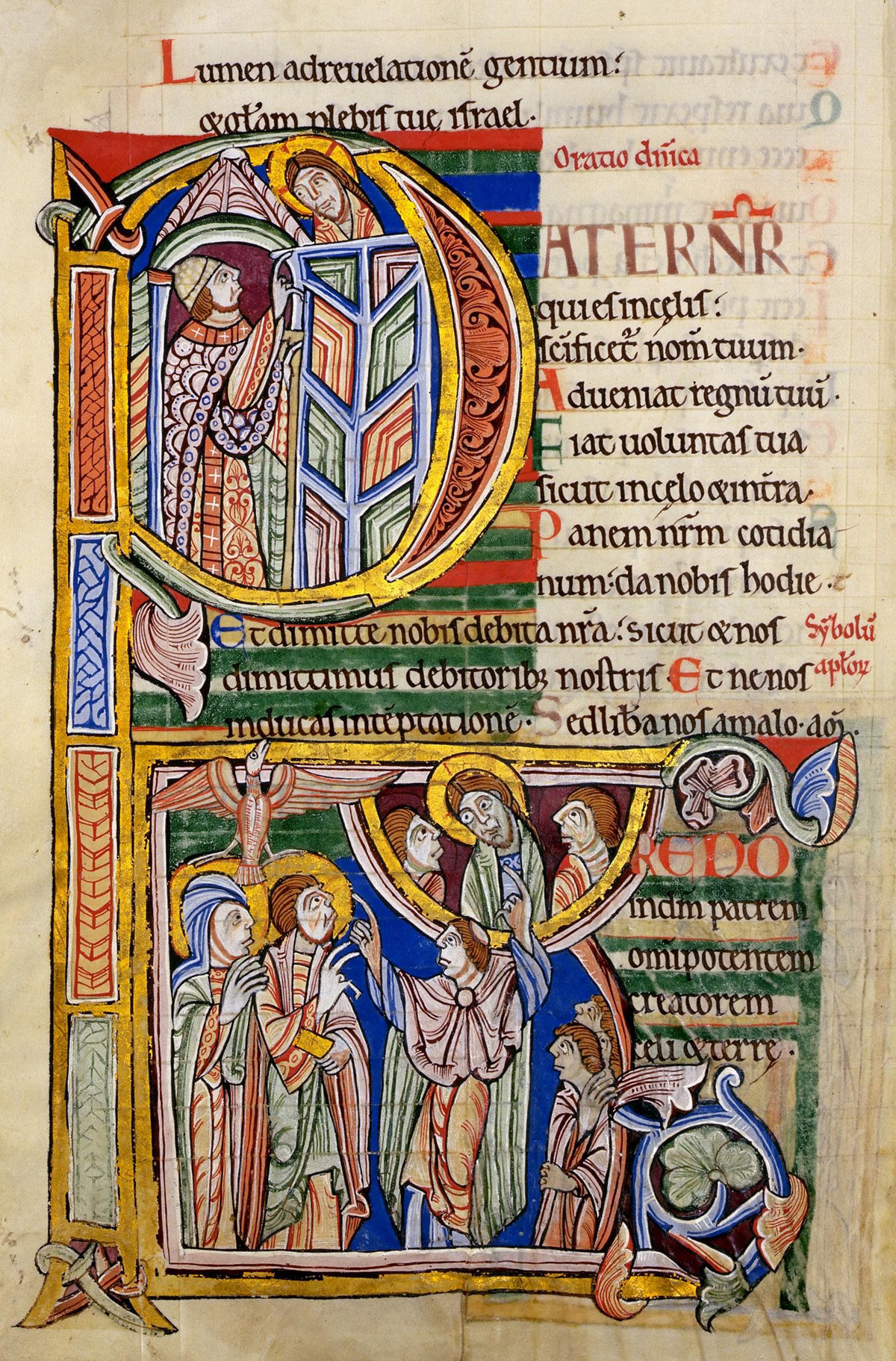
Lettrine P du Notre Père, artiste 1 ou 2